# Tim Veldt
Tim Veldt, né le 14 février 1984 à Amstelveen, est un coureur cycliste et entraineur néerlandais. Durant sa carrière de coureur, il est spécialiste de la piste.

## Biographie
Tim Veldt est le fils du cycliste Lau Veld, troisième du tandem aux championnats du monde 1978 et dix fois champion des Pays-Bas sur piste. Il est diplômé en management sportif au sein de l'Institut Johan Cruyff.
Il grandit dans un environnement cycliste et devient rapidement un spécialiste des épreuves de vitesse sur piste. Après les Jeux  olympiques de 2004, il devient à 20 ans un membre permanent du trio néerlandais de vitesse par équipes avec Theo Bos et Teun Mulder. Lors des championnats du monde de 2005, il remporte l'argent dans cette discipline derrière l'équipe britannique. En 2006, il est  Champion d'Europe du kilomètre espoirs et champion d'Europe de l'omnium. En 2008, six mois avant les Jeux de Pékin, le trio de vitesse par équipes obtient une médaille de bronze aux championnats du monde de Manchester. En raison de cette performance, les attentes sont élevées pour les Jeux, mais ils doivent ses contenter d'une cinquième place.
Après ces Jeux décevants, Veldt décidé d'arrêter la vitesse par équipes et de se concentrer désormais davantage sur les épreuves d'endurance sur piste. Il devient spécialiste de l'omnium. Début 2009, pour sa première participation à cette épreuve, il est médaillé de bronze aux mondiaux de Pruszkow, à cinq points du champion du monde Leigh Howard. Un an plus tard, il termine cinquième aux championnats du monde et décroche deux médailles aux championnats d'Europe ; l'argent sur l'omnium et le bronze sur la poursuite par équipes. Son prochain grand objectif est les Jeux olympiques de 2012. En raison d'un championnat du monde décevant en 2011, il a été remplacé aux mondiaux de 2012 par le jeune Michael Vingerling, mais les Pays-Bas n'ont finalement pas obtenu de quota olympique pour l'omnium. En revanche, la poursuite par équipes se qualifie et le quatuor composé de Veldt, Levi Heimans, Jenning Huizenga et Wim Stroetinga se classe finalement 7e.
En 2013, après les Jeux, Veldt est de nouveau sélectionné aux mondiaux et termine cinquième de l'omnium, ainsi que quatrième du scratch. La même année, aux championnats d'Europe d'Apeldoorn, à domicile, il est médaillé d'argent de l'omnium et médaillé de bronze de la poursuite par équipes. Aux championnats du monde de 2014 à Cali, il décroche l'argent sur l'omnium, derrière le Français Thomas Boudat.
En 2016, il participe aux Jeux olympiques de Rio de Janeiro, où il termine neuvième de l'omnium. En novembre 2016, il annonce sa retraite de coureur après avoir participé à 13 championnats du monde sur piste et à trois Jeux olympiques.
En août 2017, il devient directeur sportif de l'équipe néerlandaise BEAT Cycling Club. De 2019 à 2021, il est également entraineur de l'équipe nationale d'endurance sur piste, où il participe aux succès de Kirsten Wild, Amy Pieters, Yoeri Havik et Jan-Willem van Schip. Il quitte son poste en novembre 2021.

## Palmarès

### Jeux olympiques
- Pékin 2008
  - 5e de la vitesse par équipes
- Londres 2012
  - 7e de la poursuite par équipes
- Rio 2016
  - 9e de la poursuite par équipes
  - 9e de l'omnium

### Championnats du monde
- Los Angeles 2005
  -  Médaillé d'argent de la vitesse par équipes
- Manchester 2008
  -  Médaillé de bronze de la vitesse par équipes
- Pruszkow 2009
  -  Médaillé de bronze de l'omnium
- Apeldoorn 2011
  - 6e de la poursuite par équipes
  - 14e de l'omnium
- Melbourne 2012
  - 8e de la poursuite par équipes
  - 20e de la poursuite individuelle
- Minsk 2013
  - 4e du scratch
  - 5e de l'omnium
- Cali 2014
  -  Médaillé d'argent de l'omnium
  - 9e du scratch
- Saint-Quentin-en-Yvelines 2015
  - 8e de la poursuite par équipes
  - 10e de l'omnium
  - 15e du scratch
- Londres 2016
  - 7e de l'omnium

### Coupe du monde
- 2004-2005
  - 1er de la vitesse par équipes à Los Angeles  (avec Teun Mulder et Theo Bos)
  - 2e du kilomètre à Sydney
- 2005-2006
  - Classement général du kilomètre
  - 1er de la vitesse par équipes à Sydney (avec Teun Mulder et Theo Bos)
  - 2e de la vitesse par équipes à Manchester
  - 2e du kilomètre à Los Angeles
  - 3e du kilomètre à Manchester
- 2006-2007
  - 2e de la vitesse par équipes à Sydney
  - 2e de la vitesse par équipes à Moscou
  - 3e du kilomètre à Sydney
  - 3e du kilomètre à Manchester
- 2007-2008
  - 1er de la vitesse par équipes à Pékin (avec Teun Mulder et Theo Bos)
  - 2e de la vitesse par équipes à Copenhague
- 2009-2010
  - 2e de la poursuite par équipes à Pékin
- 2013-2014
  - 2e de l'omnium à Manchester

### Championnats d'Europe
- 2006
  -  Champion d'Europe du kilomètre espoirs
  -  Champion d'Europe de l'omnium
- Pruszków 2010
  -  Médaillé d'argent de l'omnium
  -  Médaillé de bronze de la poursuite par équipes
- Apeldoorn 2013
  -  Médaillé d'argent de l'omnium
  -  Médaillé de bronze de la poursuite par équipes

### Championnats des Pays-Bas
- 2005
  -  Champion des Pays-Bas du keirin
  -   Champion des Pays-Bas du kilomètre
- 2006
  -   Champion des Pays-Bas du kilomètre
- 2007
  -   Champion des Pays-Bas du kilomètre
- 2010
  -   Champion des Pays-Bas du kilomètre
  -   Champion des Pays-Bas de poursuite
- 2011
  -   Champion des Pays-Bas du scratch
- 2012
  -   Champion des Pays-Bas du scratch